# Euphorbia grandidieri
Euphorbia grandidieri är en törelväxtart som beskrevs av Henri Ernest Baillon. Euphorbia grandidieri ingår i släktet törlar, och familjen törelväxter. IUCN kategoriserar arten globalt som sårbar.
Artens utbredningsområde är Madagaskar. Inga underarter finns listade i Catalogue of Life.